# Occidente (album)
Occidente è il secondo album di studio del gruppo folk punk romano Rein. Uscito nel maggio 2008, il disco è stato pubblicato con licenza Creative Commons Attribuzione - Non commerciale - No derivate (cc-by-nc-nd). Nell'album i Rein si sono avvalsi della collaborazione di molti musicisti, tra i quali Marco Bachi della Bandabardò, Roberto Billi e Stefano Fiori de I ratti della Sabina, Massimo Baiocco ed Emiliano Bonafede dei Frangar Non Flectar.

## Tracce

### CD 1
1. Occidente (Bernardo) - 3:29
2. Sud (#2) (Bernardo) - 3:18
3. 150 sprint veloce (Bernardo/Mancini) - 4:32
4. Il deserto di Piero (Bernardo) - 4:56
5. La canzone di Diana (Bernardo/Mancini) - 2:36
6. Est (Bernardo) - 3:40
7. Quattro e mezza (Bernardo) - 3:20
8. Settembre (#3) (Bernardo) - 3:26
9. Il ponte di Mostar (Bernardo) - 3:49
10. Genova (Bernardo/Petetta) - 12:54

### CD 2
1. Grandtour (Bernardo) - 3:49
2. Canzone dell'Irlanda occidentale (Bernardo) - 2:51
3. Boulevard Mont Vert (Bernardo/Mancini) - 3:34
4. Verso San Paolo (Bernardo) - 5:05
5. Sudamerica (Bernardo) - 4:16
6. Discorsi a vapore (Bernardo) - 5:22
7. I tram di Roma (Bernardo/Billi) - 3:33
8. Il ventesimo giorno (Bernardo) - 3:59
9. Il ricordo delle tue mani (Bernardo) - 3:06
10. L'epilogo (Bernardo) - 3:43

## Formazione
- Gianluca Bernardo - voce, chitarra elettrica, tastiera, testi
- Claudio "Pozzio" Mancini - chitarra acustica, chitarra elettrica
- Luca De Giuliani - chitarra elettrica, pianoforte, sintetizzatore
- Pierluigi Toni - basso elettrico, contrabbasso
- Gabriele Petrella - batteria, percussioni, cori
- Claudio Montalto - tromba
- Adriano Bonforti - pianoforte, Hammond

### Altri artisti[1]
- Marco Bachi - contrabbasso elettrico (Bandabardò)
- Massimo Baiocco - chitarra classica (Frangar Non Flectar)
- Claudio Bernardo - sassofono
- Roberto Billi - voce (I ratti della Sabina)
- Emiliano Bonafede - chitarra elettrica (Frangar Non Flectar)
- Adriano Bonforti - pianoforte
- Savino Bonito - percussioni (Wogiagia)
- Emanuele Celegato - mandolino
- Giulia Digianpasquale - voce, flauto e percussioni (Wogiagia)
- Stefano Fiori - voce (I ratti della Sabina)
- Franco Fosca - voce
- Matteo Gabbianelli - voce
- Davide Garbini - chitarra
- Valentina Lupi - voce
- Giorgio Mazzone - chitarra acustica
- Claudio Montalto - tromba (Akkura)
- Simone Nanni - tromba (Cappello a Cilindro)
- Roberto Palermo - fisarmonica e organo Hammond
- Augusto Pallocca - sassofono (Cappello a Cilindro)
- Toti Poeta - voce
- Andrea Ruggero - violino acustico, violino elettrico (Legittimo Brigantaggio)
- Ludovico Takeshi - violoncello